# Замаллу
«Замаллу» (другое название «Шагалинский мост») — фильм 1928 года режиссёра Ивана Перестиани.

## Сюжет
Накануне советизации Армении большевики-партизаны сражаются за мост через ущелье Замаллу.

## В ролях
- Валентин Вартанян — Арташес
- Ольга Майсурян — крестьянка
- Аркадий Арутюнян — крестьянин
- Христофор Абрамян — рабочий
- Михаил Гарагаш — рабочий
- Самвел Мкртчян — офицер
- Николоз Мамулашвили — князь
- Кохта Каралашвили — шарманщик Сандро
- Елена Кафиева — Нинико
- Л. Саркисян
- Александр Любош

## Съёмочная группа
- художники-постановщик — Михаил Арутчян
- помощник режиссёра — Е. Герарди
- главный администратор — Х. Абрамян

## Технические данные
- чёрно-белый, немой
- впервые на экране — 20 января 1930,